# Bruno Monden
Bruno Monden (né le 6 avril 1900 à Berlin, mort le 5 juillet 1980 à Munich) est un chef décorateur allemand.

## Biographie
Monden suit un apprentissage de peintre de théâtre puis travaille comme peintre de théâtre et de cinéma. En 1941/42, il assiste des chefs décorateurs, puis travaille brièvement jusqu'en 1945 aux côtés de son collègue Karl Machus.
Peu de temps après la fin de la Seconde Guerre mondiale, Monden devient chef décorateur. Dans ce rôle, il est d'abord aux côtés des collègues expérimentés Otto Hunte et Hermann Warm sur trois productions centrales de la DEFA, dont le premier film allemand de l'après-guerre Les assassins sont parmi nous. Avec Morituri, Monden commence à travailler pour des sociétés de production ouest-allemandes fin 1947. Dans les années 1950, il est principalement assisté de Franz Bi puis de son jeune collègue Wolf Englert. Monden fournit principalement l'exécution des conceptions de fond à Bi ou Englert ainsi que toutes les activités de peinture.
Monden travaille à la fin de sa carrière principalement pour la télévision, comme la série policière Der Kommissar avec Wolf Englert. Monden prend sa retraite à 70 ans.

## Filmographie
- 1937 : Spiel auf der Tenne
- 1937 : La Passerelle aux chats
- 1938 : Les étoiles brillent
- 1944 : Un ange qui triche (de)
- 1946 : Les assassins sont parmi nous
- 1946 : Razzia (de)
- 1947 : Wozzeck
- 1948 : Morituri
- 1949 : Tragödie einer Leidenschaft
- 1950 : Land der Sehnsucht (de)
- 1950 : Enfants de roi (de)
- 1950 : König für eine Nacht (de)
- 1951 : Das ewige Spiel
- 1951 : Die Sehnsucht des Herzens
- 1952 : Le Cœur du monde
- 1952 : Cuba Cabana (de)
- 1952 : Der weißblaue Löwe
- 1953 : Sérénade de la rue
- 1954 : Hoheit lassen bitten (de)
- 1954 : Le Beau Danube bleu
- 1955 : Roman d'une adolescente (Roman einer Siebzehnjährigen)
- 1955 : André und Ursula (de)
- 1956 : San Salvatore (de)
- 1957 : Ein Stück vom Himmel
- 1957 : Vater, unser bestes Stück (de)
- 1958 : Les Diables verts de Monte Cassino
- 1959 : La Femme nue et Satan
- 1959 : L'Amour, c'est mon métier
- 1959 : Bei der blonden Kathrein (de)
- 1959 : Mein Schatz, komm mit ans blaue Meer
- 1960 : Conny und Peter machen Musik (de)
- 1960 : Le Pont du destin (de)
- 1960 : Agatha, laß das Morden sein! (de)
- 1960 : Die zornigen jungen Männer
- 1962 : Bataille de polochons
- 1963 : Wochentags immer (de)
- 1963 : Sein Meisterstück (TV)
- 1964 : Kennwort: Reiher
- 1964 : Leocadia (TV)
- 1964 : Erzähl mir nichts (de)
- 1965 : Tausend Takte Übermut (de)
- 1965 : Ich kauf mir lieber einen Tirolerhut (de)
- 1965-1970 : Das Kriminalmuseum (série télévisée, deux épisodes)
- 1967 : Die fünfte Kolonne – Der Fall Schurzheim (série télévisée)
- 1967 : Wenn Ludwig ins Manöver zieht (de)
- 1969-1970 : Der Kommissar (série télévisée)
- 1970 : Les Mantes religieuses

## Récompenses
- Bundesfilmpreis pour Bataille de polochons (meilleurs décors, avec Max Mellin et Jürgen Rose[1])